# Assioma proprio
Gli assiomi propri di una teoria sono gli assiomi che specificano fatti relativi agli oggetti della teoria che non sono deducibili dalla logica pura e semplice ma che sono invece legati alla particolare natura di quegli oggetti (come "per due punti passa una e una sola retta").
In una teoria del primo ordine gli assiomi propri si distinguono dagli assiomi logici. Questi ultimi esprimono relazioni puramente logiche e consentono da soli di dedurre tutte le possibili implicazioni logiche degli enunciati. Mentre gli assiomi logici sono veri in ogni modello della teoria, gli assiomi propri restringono l'insieme dei modelli possibili.
Esempi di assiomi propri si trovano in ogni teoria del primo ordine intesa a formalizzare una specifica area della matematica, come l'aritmetica di Peano, la teoria assiomatica degli insiemi o la teoria dei gruppi.